# قائمة المتاحف في ميلانو
فيما يلي قائمة بالمتاحف الموجودة في مدينة ميلانو. تعد مدينة ميلانو مركزًا ثقافيًا وفنيًا مهماً وموطناً لأهم دور التصميم والأزياء؛ تقع في شمال إيطاليا وفيها مجمع متاحف ممتاز مدنية (تابع لبلدية ميلانو) وخاصة.

## قائمة المتاحف
| اسم المتحف                                                     | صورة | الموقع في ميلانو | النوع           | ملخص |
| -------------------------------------------------------------- | ---- | ---------------- | --------------- | --- |
| أكواريوم ميلانو المدني                                         |      |                  | أحياء           | أنشئ عام 1906، وهو أحد أقدم أحواض الأسماك في العالم. يقع في منطقة باركو سيمبيون |
| متحف ADI للتصميم                                               |      |                  | تصاميم          | تعرض المجموعة التاريخية لجائزة البوصلة الذهبية للتصميم |
| أرماني\سيلوس                                                   |      |                  | أزياء           | أنشئ في مستودع] لتخزين الحبوب أعيد تجديده. ويضم مجموعة مختارة من الفساتين التي تبيّن الخبرة المهنية للمصمم جورجو أرماني. كما تقام فيه معارض مؤقته.                                           |
| متحف بيت بوتشي دي ستيفانو                                      |      |                  | بيت تاريخي      | مجموعة مختارة تضم 300 لوحة، معظمها من القرن العشرين، معروضة في إحدى عشرة غرفة في مبنى يعود لثلاثينيات القرن الماضي، صممه المعماري بييرو بورتالوبي.                                          |
| بيت مانزوني                                                    |      |                  |                 | منزل اشتراه ألساندرو مانزوني عام 1813 وعاش فيه قرابة ستين عاماً حتى وفاته. |
| قلعة سفورزيسكو                                                 |      |                  | متعدد الأغراض   | مجمع متحفي واسع يضم مجموعات مدنية مختلفة ومؤسسات ثقافية تابعة للمدينة |
| محطة مياه ميلانو (CAMi)                                        |      |                  | صناعات          | جزء من قناة ميلانو المائية، يركز على الثقافة البيئية. |
| المقبرة العظمى                                                 |      |                  | موقع تاريخي     | افتتحت عام 1866، تضم رفات شخصيات بارزة في ميلانو مثل ألساندرو مانزوني ولوكا بلترامي وداريو فو. يتميز متحفها بمجموعة مميزة من اللوحات الفنية التي تتباين بين الرومانسية والتجريدية المعاصرة. |
| القبة السماوية في ميلانو                                       |      |                  | علوم            | افتتحت عام 1930 وهي أكبر قبة فلكية في إيطاليا بالإضافة إلى كونها واحدة من أبرز القباب الفلكية في أوروبا والعالم.                                                                            |
| المتحف الأثري (ميلانو)                                         |      |                  | آثار            | مجموعات من المكتشفات الأثرية تعود لعهود اليونان القديمة والإمبراطورية الرومانية والحضارة الإتروسكانية والعصور الوسطى المبكرة                                                                |
| مؤسسة برادا                                                    |      |                  | فن معاصر        | افتتح عام 2015، تنظيم معارض لفنانين إيطاليين وعالميين وتضم مجموعة دائمة من الفن المعاصر. |
| مؤسسة لويجي روفاتي                                             |      |                  | فنون            | مجموعة خاصة من أعمال الفن الإتروسكاني والفن المعاصر. |
| معرض الفن الحديث (ميلانو)                                      |      |                  | فنون            | يحوي مجموعة كبيرة من الأعمال الإيطالية والأوروبية من القرن الثامن عشر إلى القرن العشرين. |
| معرض بيازا سكالا                                               |      |                  | فنون            | يحوي مجموعة لوحات ومنحوتات من القرنين التاسع عشر والعشرين تنتمي إلى مجموعة إنتيسا سان باولو الدولية. ويستضيف معارض مؤقتة.                                                                   |
| معرض الفن المقدس المعاصر GASC                                  |      |                  | فنون دينية      | مجموعة أعمال فنية دينية من القرن العشرين موجودة في القصر التاريخي فيلا كليريسي. |
| معرض كنوز كا غراندا                                            |      |                  | الفنون          | معرض صور للمتطوعين في مستشفى بوليكلينيكو ميلانو من القرن السابع عشر مع عرض للأدوات الجراحية.                                                                                                |
| ليوناردو فينيارد                                               |      |                  | تاريخي          | متحف يعرض مزرعة الكروم التاريخية العائدة لليوناردو دا فينشي الموجودة في حديقة المنزل التاريخي وتعود للقرن الخامس عشر "Casa degli Atellani".                                                 |
| ترينالي ميلانو                                                 |      |                  | متعدد           | معهد ثقافة دولي، تأسس عام 1923. يستضيف اجتماعات المعارض والمؤتمرات. يعرض مجموعة دائمة من التصاميم الإيطالية ويستضيف معرض ترينالي للفنون.                                                    |
| متحف ليونارد 3                                                 |      |                  | تقنية           | يضم آلات ليوناردو دافنشي ثلاثية الأبعاد، ويعرض عمليات إعادة البناء المادية وترميم الأعمال الفنية في الواقع الافتراضي. يقع في غاليريا فيتوريو إيمانويل الثاني.                               |
| متحف باولو بيني للفنون                                         |      |                  | فن معاصر        | يضم مجموعة تشمل أكثر من 140 قطعة من الأعمال الفنية لفنانين معاصرين للترويج للفن كأداة علاجية.                                                                                               |
| النصب التذكاري للهولوكوست                                      |      |                  | تذكاري          | فيه نصب المحرقة التي أقيمت في الموقع الذي جرى ترحيل اليهود والمعارضين السياسين منه خلال عملية آش.                                                                                           |
| المتحف التفاعلي للسينما                                        |      |                  | إعلام           | تأسس عام 1990، ويضم مجموعة من تذكارات الأفلام. |
| المتحف الجامعي لعلوم الأنثروبولوجيا والطب الشرعي لحقوق الإنسان |      |                  | علوم            | يهدف متحف جامعة ميلانو إلى نشر دور العلوم الطبية والأنثروبولوجية والطب الشرعي في محاربة العنف وحماية حقوق الإنسان.                                                                          |
| مرصد بريرا الفلكي                                              |      |                  | علوم            | يضم الأدوات العلمية التي استخدمها علماء الفلك من عام 1760 إلى منتصف القرن العشرين، بما في ذلك مقراب ميرز الذي استخدمه جيوفاني سكيابارلي في مراقبته لكوكب المريخ.                            |
| متحف باجاتي فالسيشي                                            |      |                  | منزل تاريخي     | أحد المتاحف المنزلية المحفوظة جيداً في العالم. يستضيف مجموعة من اللوحات والمصنوعات اليدوية من القرنين الخامس عشر والسادس عشر                                                                 |
| المتحف المدني للتاريخ الطبيعي في ميلانو                        |      |                  | التاريخ الطبيعي | أقدم متحف للتاريخ الطبيعي في إيطاليا، يضم مجموعة متنوعة من المعارض الفنية عن علم المعادن، ووالمستحثات، وعلم الحشرات، وعلم الحيوان.                                                          |
| متحف مجموعة برانكا                                             |      |                  | صناعة           | مجموعة تاريخية من المصنع القديم للتقطير الذي تأسس عام 1845 |
| متحف الفن والعلوم                                              |      |                  | متعلق بالعرقيات | مجموعة من أعمال الفن البوذي والفن الأفريقي. تستخدم المؤسسة الموسيقية أسلوبًا علميًا فريدًا لتحديد ما إذا كان العمل الفني القديم حقيقيًا أم مزيفًا.                                               |
| المتحف الكبوشيني                                               |      |                  | فن ديني         | متحف تديره الرهبنة الكبوشية، يضم بشكلٍ أساسي أعمال تتعلق بالفن الديني من القرن الخامس عشر إلى القرن العشرين                                                                                  |
| متحف العشاء الأخير                                             |      |                  | فنون            | متحف في موقع معلن كموقع تراث عالمي، يضم لوحة العشاء الأخير للفنان ليوناردو دا فينشي، ويوجد ضمن قاعة طعام الدير في كنيسة سانتا ماريا ديلي غراسي.                                             |
| متحف كاتدرائية ميلانو                                          |      |                  | فنون            | متحف تابع لكاتدرائية ميلانو. |
| متحف القرن العشرين                                             |      |                  | فن معاصر        | يعرض معظم أعمال الفن الريادي الإيطالي من القرن العشرين. |
| متحف كنيسة سانت أمبروجيو                                       |      |                  | فنون دينية      | معرض للأعمال الفنية والأثاث الليتورجي منذ القرن الرابع عشر إلى القرن العشرين، من كنيسة سانت أمبروجيو                                                                                        |
| متحف الآلة الكاتبة                                             |      |                  | تكنولوجيا       | مجموعة تضمن 2000 نموذج مختلف من الآلات الكاتبة والآلات الحاسبة الميكانيكية، التي أنتجت في جميع أرجاء العالم منذ عام 1880.                                                                   |
| المتحف الدائم                                                  |      |                  | فنون            | مجموعة فنية تملكها "جمعية الفنون التشكيلية والمعرض الدائم" وهي منظمة غير الربحة، وتضم 400 عملٍ فني لفنانين من القرن العشرين                                                                  |
| متحف الثقافات (MUDEC)                                          |      |                  |                 | مكان متعدد الوظائف مخصص لثقافات العالم. يستضيف مجموعة دائمة من الأعمال من آسيا وإفريقيا والولايات المتحدة.                                                                                  |
| متحف سانت أوستورجيو                                            |      |                  | فنون وآثار      | يشمل آثار أرضية من مدفن مسيحي، وخزمانة الكنيسة الأثرية لدير الدومينيكان القديم، ومعبد بورتيناري من كنيسة سانت أوستورجيو.                                                                    |
| متحف أبرشية ميلانو                                             |      |                  | فنون            | يضم مجموعة دائمة من الأعمال الفنية الدينية، خاصة من ميلانو ومنطقة لومبارديا. |
| متحف مانجيني بونومي                                            |      |                  | منزل تاريخي     | مجموعة من الأغراض التي تستعمل يومياً للعمل والترفيه. |
| متحف مارتينيت وستارز                                           |      |                  | تاريخي          | تاريخ ميلانو في القرنين التاسع عشر والعشرين من خلال حياة الأيتام الذين عاشوا في مارتينيت ودور الأيتام.                                                                                      |
| متحف موندو ميلان                                               |      |                  | رياضي           | مجموعة من التذكارات التي توثق تاريخ نادي إيه سي ميلان لكرة القدم الموجودة في مقر النادي. |
| متحف ليوناردو دا فينشي الوطني للعلوم والتكنولوجيا              |      |                  | تكنولوجيا       | أحد أكبر المتاحف العلمية في أوروبا. وفيه الغواصة توتي وصاروخ الفضاء فيغا. |
| متحف بولدي بيزولي                                              |      |                  | فنون            | يعرض مجموعة من اللوحات والفنون الزخرفية من العصور الأثرية إلى القرن التاسع عشر، كانت ملكاً لجيان جياكومو بولدي بيزولي.                                                                       |
| متحف الشعوب والثقافات                                          |      |                  | عالمي           | يضم مجموعة من الأعمال الفنية والأشياء اليومية من مختلف القارات. |
| متحف مسرح لا سكالا                                             |      |                  | محلي            | تأسس عام 1913، وأعيد افتتاحه عام 2004 بعد أعمال الترميم. يعرض مجموعة من المصنوعات واللوحات والأدوات المتعلقة بتاريخ دار الأوبرا لا سكالا.                                                   |
| متحف سان فيديل                                                 |      |                  | فنون            | يقع في كنيسة سان فيديل التي يعود تاريخها إلى القرن 16م، ويعرض أعمالاً فنية قديمة ومعاصرة. |
| متحف دائرة الإطفاء التاريخي                                    |      |                  | تاريخي          | متحف خاص بالوكالة المؤسسية الإيطالية لخدمة الإطفاء والإنقاذ |
| جناح الفن المعاصر                                              |      |                  | فنون معاضرية    | معرض للفنانين الإيطاليين والعالميين المعاصرين، صممنه المهندس المعماري إغنازيو جارديللا. |
| متحف الأزياء التنكرية                                          |      |                  | فنون            | يعرض الأعمال الفنية والتاريخية للأزياء بين القرن السابع عشر وأوائل القرن العشرين في الطابق الأول. يستضيف الطابق الأرضي المعارض والفعاليات والاجتماعات المؤقتة.                              |
| متحف قصر موريجيا                                               |      |                  | تاريخي          | مجموعة من الأعمال والتحف من العصر النابليوني توثق ضم مملكة إيطاليا مدينة روما |
| قصر ميلانو الملكي                                              |      |                  | فنون            | من أهم المواقع الرئيسية في ميلان التي تعرض عروضاً بدءاً من الفن القديم إلى عروض الفن المعاصر.                                                                                                 |
| مدرج بارك وأنتيكواريوم ألدا ليفي                               |      |                  | آثار            | يبرز بقايا مدرج ميلانو، أحد أكبر المدرجات الرومانية من الإمبراطورية الرومانية. |
| بيناكوتيكا دي بريرا                                            |      |                  | فنون            | مجموعة لوحات من المدرسة الرومانسية من القرن الثالث عشر إلى. |
| متحف بيريللي                                                   |      |                  | فن معاصر        | معرض للفن المعاصر، تأسس عام 2004 في موقع مصنع بيريللي القديم، ويضم الأعمال الدائمة لأنسليم كييفر.                                                                                           |
| سان سيرو                                                       |      |                  | رياضي           | يوثق لفريقي إنتر ميلان وإيه سي ميلان لكرة القدم. |
| متحف استديو فرانشيسكو ميسينا                                   |      |                  | منزل تاريخي     | الاستديو السابق لفرانشيسكو ميسينا، يعرض قرابة 80 من منحوتاته. |
| متحف دراسة إرنستو تريكاني                                      |      |                  | منزل تاريخي     | يسجل تطور الحالة الفنية لإرنستو تريكاني، من بداية فترة "كورينتي" إلى الواقعية والتطورات الحالية.                                                                                            |
| مكتبة الأمبروزيانا                                             |      |                  | فنون            | مكتبة تاريخية أسّسها عام 1609 الكاردينال فيديريكو بوروميو، وتضم أيضًا مجموعة من اللوحات معظمها من عصر النهضة، وهي واحدة من أهم المكتبات في ميلانو.                                            |
| فيلا نيكي كامبيليو                                             |      |                  | منزل تاريخي     | صممه المعماري بييرو بورتالوبي، ويستضيف مجموعة فنية وأثاث من القرن 18 حتى القرن العشرين. |
| WOW Spazio Fumetto                                             |      |                  | الوسائط         | مخصص للقصصص المصورة والرسومات الإيضاحية. يستضيف المتحف أيضاً المعارض المؤقتة. |